# アレク・ボーム
アレク・ダニエル・ボーム（Alec Daniel Bohm, 1996年8月3日 - ）は、 アメリカ合衆国ネブラスカ州オマハ出身のプロ野球選手（三塁手、一塁手）。右投右打。MLBのフィラデルフィア・フィリーズ所属。

## 経歴

### プロ入り前
パーフェクトゲーム野球スカウトサービスによって、ネブラスカ州1位の野球選手として評価されたにもかかわらず、2015年のMLBドラフトで指名されなかった。大学生活もネブラスカ州で送ることを望んでいたが、ネブラスカ大学リンカーン校から奨学金は降りず、代わりにウィチタ州立大学を選択した。

### プロ入りとフィリーズ時代

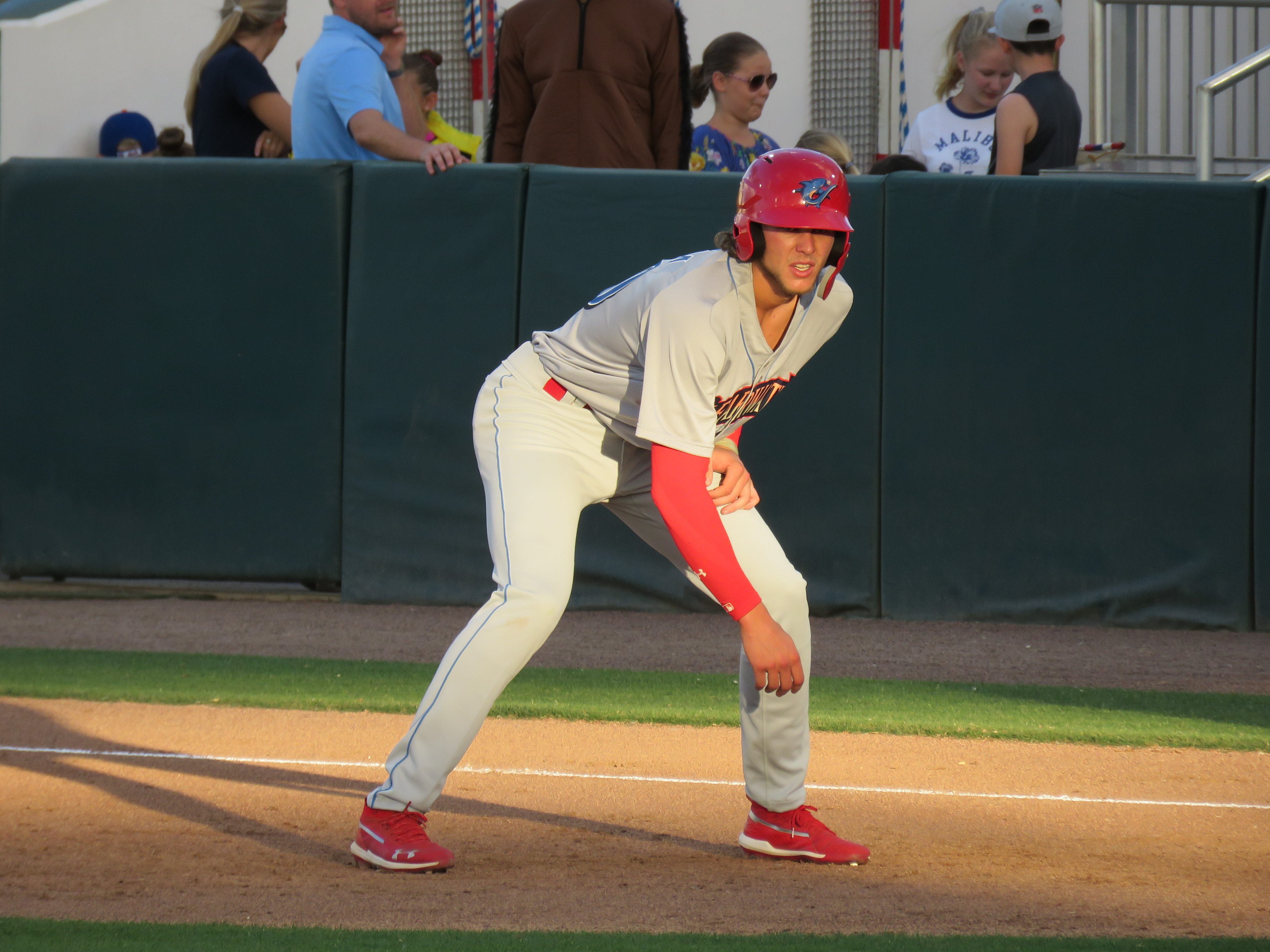
A+級クリアウォーター時代
（2019年4月30日）

2018年のMLBドラフト1巡目（全体3位）でフィラデルフィア・フィリーズから指名され、プロ入り。契約後、傘下のルーキー級ガルフ・コーストリーグ・フィリーズでプロデビュー。A-級ウィリアムズポート・クロスカッターズでもプレーし、2球団合計で40試合に出場して打率.252、17打点、3盗塁を記録した。
2019年はA級レイクウッド・ブルークロウズ、A+級クリアウォーター・スレッシャーズ、AA級レディング・ファイティン・フィルズでプレーし、3球団合計で125試合に出場して打率.305、21本塁打、80打点、6盗塁を記録した。7月にはオールスター・フューチャーズゲームのナショナルリーグ選抜に選出された。オフにはアリゾナ・フォールリーグに参加し、スコッツデール・スコーピオンズに所属した。さらに11月に開催の第2回WBSCプレミア12アメリカ合衆国代表に選出された。 プレミヤ12では、三塁手として8試合出場し、30打席、1本塁打を含む7安打だった。侍ジャパン戦では5打数2安打、1打点の活躍を見せ、勝利に貢献した。
2020年8月13日にメジャー契約を結んでアクティブ・ロースター入りし、同日のボルチモア・オリオールズ戦にて「6番・三塁手」で先発出場してメジャーデビュー（この試合では4打数1安打）。44試合の出場で、打率.338、4本塁打、23打点を記録した。
2022年4月11日のニューヨーク・メッツ戦で、3度の送球ミスをした後、ディディ・グレゴリウスに対し、「この場所が大嫌いだ」と発言した姿が撮影された。試合後に発言について謝罪し、自身のプレーに対する苛立ちに起因するものだったと述べた。この件に関して、10月8日にフィリーズがセントルイス・カージナルスに勝利して地区シリーズ進出を決めた試合で、MLBネットワークの記者に「この場所が大好きだ」と語った。また、この年のワールドシリーズの第3戦で、ヒューストン・アストロズのランス・マッカラーズ・ジュニアからワールドシリーズ史上1000本目の本塁打を放った。
2024年7月3日に初めてオールスターゲームに三塁手として選ばれた 。ホームランダービーにも参加し、準決勝まで進むもテオスカー・ヘルナンデスに敗れた。

## 選手としての特徴
パワーと選球眼を兼ね備えるスター候補生である。

## 詳細情報

### 年度別打撃成績
| 年 度    | 球 団    | 試 合 | 打 席 | 打 数 | 得 点 | 安 打 | 二 塁 打 | 三 塁 打 | 本 塁 打 | 塁 打 | 打 点 | 盗 塁 | 盗 塁 死 | 犠 打 | 犠 飛 | 四 球 | 敬 遠 | 死 球 | 三 振 | 併 殺 打 | 打 率 | 出 塁 率 | 長 打 率 | O P S |
| -------- | -------- | ----- | ----- | ----- | ----- | ----- | -------- | -------- | -------- | ----- | ----- | ----- | -------- | ----- | ----- | ----- | ----- | ----- | ----- | -------- | ----- | -------- | -------- | ----- |
| 2020     | PHI      | 44    | 180   | 160   | 24    | 54    | 11       | 0        | 4        | 77    | 23    | 1     | 1        | 0     | 2     | 16    | 0     | 2     | 36    | 4        | .338  | .400     | .481     | .881  |
| 2021     | PHI      | 115   | 417   | 380   | 46    | 94    | 15       | 0        | 7        | 130   | 47    | 4     | 0        | 0     | 4     | 31    | 0     | 2     | 111   | 12       | .247  | .305     | .342     | .647  |
| 2022     | PHI      | 152   | 631   | 586   | 79    | 164   | 24       | 3        | 13       | 233   | 72    | 2     | 3        | 0     | 10    | 31    | 1     | 4     | 110   | 18       | .280  | .315     | .398     | .713  |
| 2023     | PHI      | 145   | 611   | 558   | 74    | 153   | 31       | 0        | 20       | 244   | 97    | 4     | 1        | 0     | 6     | 42    | 1     | 5     | 94    | 23       | .274  | .327     | .437     | .764  |
| 2024     | PHI      | 143   | 606   | 554   | 62    | 155   | 44       | 2        | 15       | 248   | 97    | 5     | 2        | 0     | 6     | 40    | 2     | 6     | 86    | 18       | .280  | .332     | .448     | .779  |
| MLB：5年 | MLB：5年 | 599   | 2445  | 2238  | 285   | 620   | 125      | 5        | 59       | 932   | 336   | 16    | 7        | 0     | 28    | 160   | 4     | 19    | 437   | 75       | .277  | .327     | .416     | .743  |

- 2024年度シーズン終了時
- 各年度の太字はリーグ最高

### 年度別守備成績
| 年 度 | 球 団 | 一塁（1B） | 一塁（1B） | 一塁（1B） | 一塁（1B） | 一塁（1B） | 一塁（1B） | 三塁（3B） | 三塁（3B） | 三塁（3B） | 三塁（3B） | 三塁（3B） | 三塁（3B） |
| 年 度 | 球 団 | 試 合      | 刺 殺      | 補 殺      | 失 策      | 併 殺      | 守 備 率   | 試 合      | 刺 殺      | 補 殺      | 失 策      | 併 殺      | 守 備 率   |
| ----- | ----- | ---------- | ---------- | ---------- | ---------- | ---------- | ---------- | ---------- | ---------- | ---------- | ---------- | ---------- | ---------- |
| 2020  | PHI   | 7          | 55         | 4          | 0          | 6          | 1.000      | 38         | 26         | 64         | 4          | 6          | .957       |
| 2021  | PHI   | 7          | 24         | 2          | 1          | 2          | .963       | 103        | 67         | 154        | 15         | 17         | .936       |
| 2022  | PHI   | 10         | 54         | 1          | 0          | 1          | 1.000      | 135        | 92         | 241        | 13         | 22         | .962       |
| 2023  | PHI   | 80         | 441        | 40         | 5          | 41         | .990       | 90         | 43         | 132        | 4          | 9          | .978       |
| 2024  | PHI   | 15         | 96         | 10         | 1          | 5          | .991       | 128        | 84         | 253        | 14         | 15         | .960       |
| MLB   | MLB   | 119        | 670        | 57         | 7          | 55         | .990       | 494        | 312        | 844        | 50         | 69         | .959       |

- 2024年度シーズン終了時

### 記録
MiLB
- オールスター・フューチャーズゲーム選出：1回（2019年）

### 背番号
- 28（2020年 - ）

### 代表歴
- 2019 WBSCプレミア12 アメリカ合衆国代表